# Schwarze Nelke
Schwarze Nelke (schwedisch: Svarta nejlikan; englisch: The Black Pimpernel, spanisch: El clavel negro) ist ein schwedischer Film unter der Regie von Ulf Hultberg mit Michael Nyqvist und Lisa Werlinder.

## Handlung
Der Film handelt von Harald Edelstam, Schwedens Botschafter in Chile, der nach dem Militärputsch von Augusto Pinochet 1973 das Leben von mehr als 1.300 Menschen rettete, indem er sie in seine Botschaft aufnahm und nach Schweden brachte.
Der Filmtitel ist eine Abwandlung des Namens der fiktiven Figur „Scharlachrote Nelke“ (englisch: The Scarlet Pimpernel), die während der Französischen Revolution viele Menschenleben rettete.
Der Film wurde in Chile im Frühling 2006 gedreht und startete im Original am 14. September 2007.